# Barbara Broadcast
Barbara Broadcast è un film pornografico statunitense del 1977 diretto da Radley Metzger (con lo pseudonimo "Henry Paris"), con protagonista Annette Haven.
Barbara Broadcast venne distribuito durante la cosiddetta "Golden Age of Porn" (inaugurata nel 1969 da Blue Movie di Andy Warhol), ed è una delle pellicole più celebri del filone "porno chic", grazie al quale la pornografia iniziò ad uscire dal ristretto ambito dei fruitori abituali, venendo pubblicamente discussa da celebrità quali Johnny Carson e Bob Hope e presa seriamente in considerazione dalla critica cinematografica.

## Trama
La bella Barbara Broadcast, autrice di successo di best seller sulla sessualità, in esilio da Porto Rico per motivi politici viene intervistata da una giornalista in un elegante ristorante di Manhattan, dove oltre al cibo, sul menù sono presenti anche diverse pratiche sessuali a disposizione della clientela. Presto, in una sorta di atmosfera surrealista "Buñelliana", si scatena un'orgia collettiva. Inoltre, vengono mostrati anche altri incontri sessuali in un ufficio e in un affollato night-club.

## Riprese
Le riprese del film si svolsero in varie location a New York, incluso il ristorante-discoteca "Olympia" sito all'interno del Royal Manhattan Hotel.

## Stile
Il regista Radley Metzger ricorse a particolari tecniche cinematografiche per rendere più eccitanti le scene di sesso in questa pellicola iscrivibile nel filone della commedia pornografica. Per esempio, in una scena di sesso in una cucina, i due attori vengono ripresi con un teleobiettivo distesi sul tavolo, così da non avere profondità di campo, poi Metzger fa passare dei figuranti davanti alla cinepresa e impreziosisce la scena con del vapore illuminato in controluce, che esce da delle pentole. Grazie a questo espediente, nasconde parzialmente il coito agli occhi degli spettatori, stuzzicandone la curiosità.

## Accoglienza
Secondo un recensore del sito X-Critic, Barbara Broadcast è: "... un film per adulti gioioso, divertente e ben fatto, una celebrazione della carnalità e delle delizie terrene girato con l'occhio di un artista per la composizione ed impreziosito da un'ottima colonna sonora ... ". Barbara Broadcast, a detta di un secondo recensore, "... è un film divertente, spiritoso ed affascinante". A proposito del film, Heather Drain scrisse, "... Barbara Broadcast può non avere una gran trama, ma è un'opera squisita proveniente da uno dei migliori registi americani degli anni settanta ... Radley Metzger è veramente unico".

## Restauro
Il 4 luglio 2013, la DistribPix ha pubblicato una versione completamente restaurata del film, con la completa supervisione del regista originale. Il risultato ebbe una limitata distribuzione nei cinema statunitensi, venendo poi commercializzato in formato DVD e Blu-ray.

## Riconoscimenti
- 1989 – Inserito nella XRCO Hall of Fame.[18][19]
- 2015 – X-Rated: Greatest Adult Movies of All Time.[1]

## Colonna sonora
1. Azure Blue – 3:50
2. Before Summer Ends – 3:51
3. Big Haul – 2:52
4. Dossier – 2:42
5. Flying High – 3:36
6. Getaway – 2:37
7. Glittering Mud – 3:54
8. Merry Go Round – 2:05
9. Reflections Misty Morning – 3:40
10. Tales from Vienna Woods – 10:54
11. The Big One – 4:05
12. The Blue Danube Waltz – 10:33
13. The Double Take – 3:47
14. Wallop – 3:25
15. White Elephant Walk – 1:30
16. You've Got What It Takes – 3:39

## Curiosità
- La scena, apparentemente slegata dal resto della trama, dove Jamie Gillis e Constance Money si prodigano in una sequenza di bondage consensuale finendo per baciarsi teneramente, era sta girata originariamente per il film A bocca piena (The Opening of Misty Beethoven) ma tagliata al montaggio.[15]